# Johann Jacob Mascov
Johann Jacob Mascov  (* 26. November 1689 in Danzig; † 21. Mai 1761 in Leipzig) war ein sächsischer Jurist.

## Leben
Mascov studierte an der Universität Leipzig vor allem bei Johann Burckhardt Mencke. Nach seinem Studienabschluss als Magister im Jahr 1711 führte er eine Bildungsreise durch, die ihn in die Niederlande sowie nach Frankreich, England und Italien führte. 1718 wurde er an der Universität Halle zum Doktor beider Rechte promoviert und 1719 zum außerordentlichen Professor an der Juristischen Fakultät der Universität Leipzig ernannt.  1719 wurde Mascov Ratsherr der Stadt Leipzig. Später wurde er Proconsul, Rats- und Stadtrichter und 1732 vom Kurfürsten von Sachsen und König von Polen Friedrich August I. dem Starken zum Hofrat ernannt. Mascov wurde 1735 Vorsteher der Ratsbibliothek. Hier führte er die systematische Katalogisierung ein. 1755 erfolgte die Eröffnung des Bibliothekssaals im (ersten) Gewandhaus.
Die Mascovstraße im Leipziger Stadtteil Crottendorf wurde 1929 nach ihm benannt.

## Werke
- Dissertatio juris publici de originibus officiorum aulicorum. Diss. Halle 1718. Leipzig 1728.
- Dissertatio Ivris Ecclesiastici Pvblici De Primatibvs, Metropolitanis, Et Reliqvis Episcopis Ecclesiae Germanicae. Leipzig, Jur. Diss., 23. Juni 1729 (Digitalisat)
- Abriß einer Vollständigen Historie Des Römisch-Teutschen Reichs, Bis auf gegenwärtige Zeit. 1738.
- Einleitung zu den Geschichten des Teutschen Reichs bis zum Absterben Kaiser Carls VI. Leipzig: Breitkopf, 1763.